# Hilara bartaki
Hilara bartaki är en tvåvingeart som beskrevs av Straka 1979. Hilara bartaki ingår i släktet Hilara och familjen dansflugor. Inga underarter finns listade i Catalogue of Life.